# 小值賀機場
小值賀機場（日语：／ Ojika kūkō */?）是位於長崎縣北松浦郡小值賀町。根據日本空港整備法被分成第三種機場。現在關閉中。

## 航空公司與航點
東方空橋(ORC)曾經有航班往福岡機場和長崎機場。但是，因為跟船運的競爭生意，往福岡機場航班於2004年3月停辦，長崎機場航班於2006年3月停辦，所以現有沒有航線。

## 外部連結
- 小值賀機場官方網站（日語）
- 長崎縣的機場（日語）